# Salvador Sánchez Povedano
Salvador Sánchez Povedano «Frascuelo» (Churriana de la Vega, 23 de desembre de 1842 - Madrid, 8 de març de 1898) va ser un torero espanyol.
Se'l considera un dels millors estoquejadors de la història de la tauromàquia.
En la seva infància es va traslladar amb la seva família a Sádaba (Saragossa), on va morir el seu pare, José Sánchez, i després, en companyia del seu germà Francisco i la seva mare, a Madrid, on, després de treballar en el ferrocarril i com a ficador de paper pintat, es va formar com a torero, prenent l'alternativa el 27 d'octubre de 1867 de mans de Francisco Arjona Herrera «Cúchares», amb un toro anomenat Señorito. Va mantenir, en el millor de la seva carrera des del 1868 fins 1889, una famosa rivalitat amb Rafael Molina «Lagartijo» (comparable a la que abans van mantenir Pedro Romero i Joaquín Rodríguez «Costillares», i després José Gómez Ortega «Joselito» i Juan Belmonte García «el Pasmo de Triana»).
Va torejar 1.236 curses, matant a 3.801 toros.
Quan es va retirar del toreig va fixar la seva residència a Torrelodones, a la Finca Monte el Gasco on encara es pot veure un reixat amb el ferro de la seva ramaderia. Li unia una gran amistat amb la Infanta Isabel «La Chata», que sempre que passava en tren per Torrelodones, ordenava parar el tren per poder saludar-lo.

## Estil
Frascuelo va sobresortir en els quites. Era també un bon banderiller, un muletero eficient i valent, sovint ferit. El 15 d'abril de 1877, va rebre un cop de bany a l'ull dret. És recordat pel seu talent en l'empenta en l'estocada d'antologies: el 4 de juny de 1882 i el 6 d'octubre de 1889 durant el seu últim mà a mà amb «Lagartijo».
La seva última corrida va tenir lloc el 12 de maig de 1890 davant dels toros de Veragua. Aquell dia, per retre-li homenatge, Rafael Guerra Bejarano «Guerrita» va participar en el cartell com a banderiller.
Va torejar tres vegades a la gran plaça de toros de París, davant de toros embolats. Però ràpidament va renunciar a aquest tipus de correguda, que la va considerar indigna per a ell.

## Moments importants de la seva carrera
- El 1868 alterna per primera vegada amb «Lagartijo».
- Memorables faenas a la Plaça de toros de la Porta d'Alcalá entre el 19 de setembre de 1869 i 22 d'octubre de 1871.
- Inaugura la Plaça de toros de La Línea de la Concepción el 20 de maig de 1883 junt a Antonio Carmona («el Gordito de Sevilla») i Antonio Ortega («el Marinero de Cádiz»).
- Inaugura la Plaça de toros d'Haro el 2 de juny de 1886 en festeig amb «Lagartijo».
- Corrida de la Beneficencia de 1874, estoqueja 6 toros.
- Mort de l'últim toro bregat a la plaça del carrer Alcalá el 9 de juliol de 1874.
- Corrida de la Beneficencia de 1882, mà a mà amb «Lagartijo».

Després de rebre diversos cops de banya de gravetat, es retira a principis de 1889. Va morir a Madrid el 8 de març de 1898 a conseqüència d'una pneumònia.